# Pablo García Baena
Pablo García Baena, né le 29 juin 1921 à Cordoue (Espagne) et mort le 14 janvier 2018 dans la même ville, est un poète et écrivain espagnol.

## Œuvres

### Poésie
- Rumor oculto, dans Fantasía (Madrid), 1946. Édition fac-similé : Séville, Renacimiento, 1979, Supplément de Calle del Aire
- Mientras cantan los pájaros, dans Cántico (Cordoue), 1948. Édition fac-similé : Cordoue, Diputación de Córdoba, 1983
- Antiguo muchacho, Madrid, Rialp, 1950, Adonais. 2e édition : Madrid, Ediciones La Palma, 1992
- Junio, Málaga, Col. A quien conmigo va, 1957
- Óleo, Madrid, Col. Ágora, 1958
- Antología poética, Cordoue, Mairie de Bujalance, 1959 (édition fac-similé, 1995)
- Almoneda (12 viejos sonetos de ocasión), Malaga, El Guadalhorce, 1971
- Poesías (1946-1961), Malaga, Ateneo de Málaga, 1975
- Antes que el tiempo acabe, Madrid, Ediciones Cultura Hispánica, 1978
- Tres voces del verano, Malaga, Col. Villa Jaraba, 1980
- Poesía completa (1940-1980), introduction de Luis Antonio de Villena, Madrid, Visor Libros, 1982, Visor de poesía
- Gozos para la Navidad de Vicente Núñez, Madrid, Hiperión, 1984. 2e édition : Séville, Fundación El Monte, 1993
- El Sur de Pablo García Baena (Antología), introduction d'Antonio Rodríguez Jiménez, Cordoue, Mairie de Cordoue / Ediciones de la Posada, 1988
- Antología última, Malaga, Instituto de Educación Secundaria Sierra Bermeja, 1989, Col. Tediria
- Fieles guirnaldas fugitivas, Melilla, Ciudad Autónoma de Melilla, Ayuntamiento de Melilla, 1990, Rusadir
- Prehistoria, Cordoue, Mairie de Cordoue, 1994, Cuadernos de la Posada
- Poniente (avec dessins de Pablo García Baena), Cordoue, Fernán Núñez, 1995, Cuadernos de Ulía
- Como el agua en la yedra (Antología esencial), introduction de Manuel Ángel Vázquez Medel, Séville, Fundación El Monte, 1998, La placeta
- Poesía completa (1940-1997), introduction de Luis Antonio de Villena, Madrid, Visor Libros, 1998, Visor de poesía
- Impresiones y paisajes, Cuenca, Ediciones Artesanas, 1999
- Recogimiento (Poesía, 1940-2000), étude introductrice de Fernando Ortiz, bibliographie élaborée par María Teresa García Galán, Málaga, Mairie de Malaga, 2000, Col. Ciudad del Paraíso
- En la quietud del tiempo (Antología poética), prologue de José Pérez Olivares, Séville, Renacimiento, 2002
- Fieles guirnaldas fugitivas (Prix Ciudad de Melilla ; Melilla, Rusadir, 1990 ; 2e éd., San Sebastián de los Reyes, Universidad Popular José Hierro, 2006).  (ISBN 84-95710-29-3).
- Los Campos Elíseos (Valencia, Pre-Textos, 2006).  (ISBN 84-8191-729-X).
- Poesía completa (1940-2008), introduction de Luis Antonio de Villena, Madrid, Visor Libros, 2008, Colección Visor de poesía.

### Prose
- Lectivo, Jerez de la Frontera (Cadix), Mairie de Jerez, 1983, Fin de Siglo
- El retablo de las cofradías (Pregón de Semana Santa en Córdoba, 1979), Cordoue, Diputación de Córdoba, 1984. 2e édition : Diario de Córdoba, 1997
- Calendario, Malaga, Col. El Manatí Dorado, 1992
- Ritual, Crdoue, Diputación de Córdoba, 1994
- Los libros, los poetas, las celebraciones, el olvido, prologue de Rafael Pérez Estrada, Madrid, Huerga & Fierro, 1995, La rama dorada
- Vestíbulo del libro, Malaga, Junta de Andalucía, Consejería de Cultura, 1995
- Zahorí Picasso, Malaga, Rafael Inglada Ediciones, 1999
- Córdoba, Cordoue, Editorial Almuzara, 2009

## Distinction
- 1984 : prix Princesse des Asturies de littérature.